# Мун, Элизабет
Эли́забет Мун (англ. Elizabeth Moon; 7 марта 1945 года, Мак-Аллен, Техас, США) — американская писательница, работающая в жанре научной фантастики.

## Биография
Элизабет Мун, урождённая Сьюзан Элизабет Норрис, выросла в небольшом городке штата Техас, в 250 милях к югу от Сан-Антонио, в 8 милях от границы с Мексикой. Родители развелись вскоре после её рождения, и мать воспитывала Элизабет одна. Своё первое произведение Элизабет написала в 6 лет, это был рассказ о её собаке.
В 1968 году, после окончания университета Райса в Хьюстоне со степенью бакалавра истории, Элизабет Мун поступила на службу в Корпус морской пехоты США. По истечении контракта в 1971 году Мун уволилась в запас в звании лейтенанта.
В 1969 году вышла замуж за Ричарда Слоуна Муна (Richard Sloan Moon), а в 1983 году у них родился сын Майкл.
В Техасском университете в Остине она получила степень бакалавра по биологии, потом два года занималась исследовательской работой.
Элизабет Мун шесть лет работала в «скорой помощи», четыре года занимала выборный пост городского олдермена.

## Творчество
Как писатель Элизабет Мун дебютировала в 1988 году, когда вышел её роман «Меч наемника» (англ. Sheepfarmer's Daughter) и его продолжение — «Клятва наемника» (англ. Divided Allegiance) (1988). В 1989 году свет увидела третья книга цикла — «Путь наемника» (англ. Oath of Gold) . Всего на счету писательницы — два десятка романов и повестей.
Элизабет Мун участвовала и в межавторских проектах. Например для проекта Ирета (англ. Ireta) в соавторстве с Энн Маккефри были написаны романы:
- роман «Сассинак» (англ. Sassinak, 1990)
- роман «Поколение воинов» (англ. Generation Warriors, 1991)
- роман «Космические пираты» (англ. Planet Pirates, 1993, в соавторстве с Джоди Линн Най[4])

Самыми популярными считаются произведения Мун из циклов о Паксенаррионе, Vatta’s War и цикл о Суиза и Серано.
- Цикл произведений «Gird» (он же Paks Universe)
  - серия «The Legacy of Gird»
    - «Surrender None» (1990)
    - «Liar’s Oath» (1992)

  - серия «Хроники Паксенаррион» (англ. The Deed of Paksenarrion):
    - роман «Меч наемника» (англ. Sheepfarmer's Daughter, 1988)
    - роман «Клятва наемника» (англ. Divided Allegiance, 1988)
    - роман «Путь наемника» (англ. Oath of Gold, 1989)
    - рассказ «Those Who Walk in Darkness» (1990)
    - рассказ «Дары» (англ. Gifts, 2004)
- Цикл произведений «Династия воинов» (англ. Serrano Legacy)
  - серия «Heris Serrano»:
    - роман «Hunting Party» (1993)
    - роман «Sporting Chance» (1994)
    - роман «Winning Colours» (1995)

  - серия «Эсмей Суиза» (англ. Esmay Suiza):
    - роман «Герой поневоле» (англ. Once a Hero, 1995)
    - роман «Правила игры» (англ. Rules of Engagement, 1998)

  - серия «Suiza and Serrano»:
    - роман «Смена командования» (англ. Change of Command, 1999)
    - роман «Against the Odds» (2000)
- Цикл произведений «Vatta’s War»
  - роман «Trading in Danger» (2003)
  - роман «Marque and Reprisal» (2004)
  - роман «Engaging the Enemy» (2006)
  - роман «Command Decision» (2007)
  - роман «Victory Conditions» (2008)

## Награды
- 1989 год — Премия Compton Crook за Меч Наёмника (англ. Sheepfarmers Daughter, 1988)
- 2003 год — Премия «Небьюла», в номинации Роман (Novel) за The Speed of Dark (2002)
- В 2007 году Элизабет Мун получила Премию Роберта Хайнлайна (англ. Robert A. Heinlein Award)[5]